# Rallye du Brésil 1982
Le Rallye du Brésil 1982 (4° Marlboro Rallye do Brasil), disputé du 10 au 14 août 1982, est la cent-septième manche du championnat du monde des rallyes (WRC) courue depuis 1973, et la huitième manche du championnat du monde des rallyes 1982.

## Contexte avant la course

### Le championnat du monde

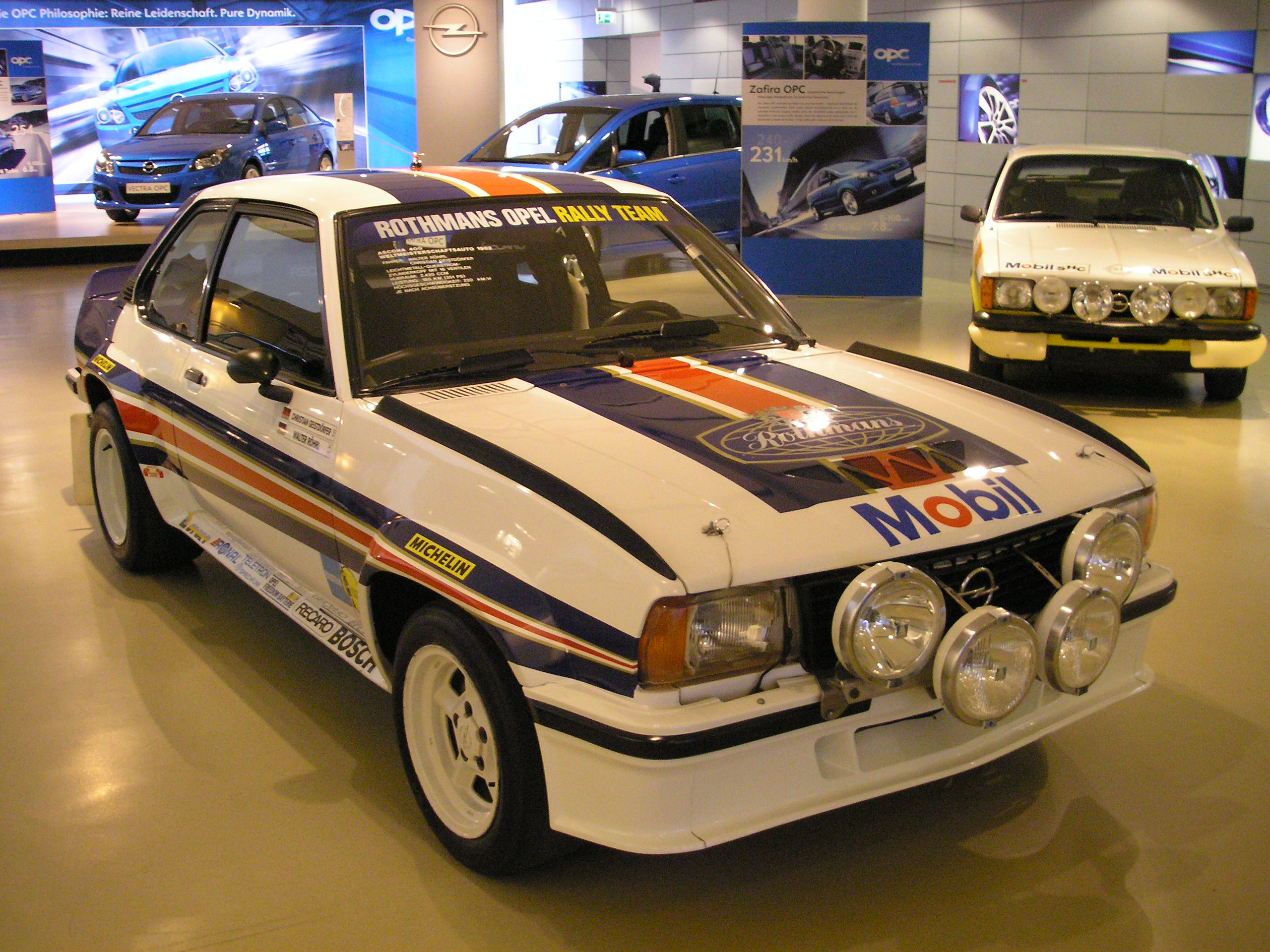
L'Opel Ascona 400 de Walter Röhrl, vainqueur du Rallye Monte-Carlo.

Ayant succédé en 1973 au championnat international des marques (en vigueur de 1970 à 1972), le championnat du monde des rallyes se dispute sur un maximum de treize manches, comprenant les plus célèbres épreuves routières internationales, telles le Rallye Monte-Carlo, le Safari ou le RAC Rally. Depuis 1979, le championnat des constructeurs a été doublé d'un championnat pilotes, ce dernier remplaçant l'éphémère Coupe des conducteurs, organisée à seulement deux reprises en 1977 et 1978. Le calendrier 1982 intégrait initialement treize manches pour l'attribution du titre de champion du monde des pilotes dont onze sélectives pour le championnat des marques (le Rallye de Suède et le Rallye de Côte d'Ivoire en étant exclus), mais l'annulation récente du Rallye d'Argentine à cause de la guerre des Malouines a amputé le calendrier d'une épreuve.
1982 marque l'introduction de la nouvelle réglementation en matière d’homologation des voitures de rallye, avec les catégories suivantes :
- Groupe N : voitures de grande production de série, ayant au minimum quatre places, fabriquées à au moins 5000 exemplaires en douze mois consécutifs ; modifications très limitées par rapport au modèle de série (bougies, amortisseurs).
- Groupe A : voitures de tourisme de grande production, fabriquées à au moins 5000 exemplaires en douze mois consécutifs, avec possibilité de modifications des pièces d'origine ; poids minimum fonction de la cylindrée.
- Groupe B : voitures de grand tourisme, fabriquées à au moins 200 exemplaires en douze mois consécutifs, avec possibilité de modifications des pièces d'origine (extension d'homologation portant sur 10% de la production). Les élargisseurs d'aile rapportés sont interdits[4].

La nouvelle réglementation n'ayant pas été adoptée d'emblée par les constructeurs, la FISA, devant le manque de voitures homologuées fin 1981, a dû se résoudre à autoriser une année supplémentaire les voitures des groupes 2 (tourisme spécial) et 4 (grand tourisme spécial) dans les différents championnats. 1982 est donc une saison de transition, les titres mondiaux se jouant avec des modèles déjà éprouvés ; Opel et Audi en sont les principaux acteurs. Déjouant les pronostics, la classique Opel Ascona 400, aux mains de Walter Röhrl a plusieurs fois damé le pion à l'Audi Quattro, pourtant nettement favorite grâce à sa transmission intégrale. Avant la manche brésilienne, Opel possède trente points d'avance sur Audi au classement des constructeurs tandis que Röhrl, vainqueur du Rallye Monte-Carlo et régulièrement très bien classé, devance de trente-deux points Michèle Mouton (victorieuse au Rallye du Portugal et à l'Acropole  sur son Audi Quattro) au classement des pilotes. La malchance a particulièrement touché Hannu Mikkola, premier pilote Audi, le champion finlandais n'ayant obtenu aucun résultat depuis sa seconde place lors de la manche inaugurale, au Rallye Monte-Carlo.

### L'épreuve
Le rallye fut longtemps un sport méconnu au Brésil et ce n'est qu'en 1979, à l'initiative du journaliste portugais Francisco Santos, que le premier Rallye du Brésil fut organisé. L'épreuve, qui se déroule principalement dans le sud-est du pays, a la particularité d'autoriser, en plus des voitures des catégories habituelles, des véhicules utilisant un carburant à base d'alcool, une énergie largement subventionnée par le gouvernement brésilien. C'est la deuxième fois que cette course est intégrée au championnat du monde, après l'édition de 1981 qui avait vu la victoire de la Ford Escort d'Ari Vatanen.

## Le parcours

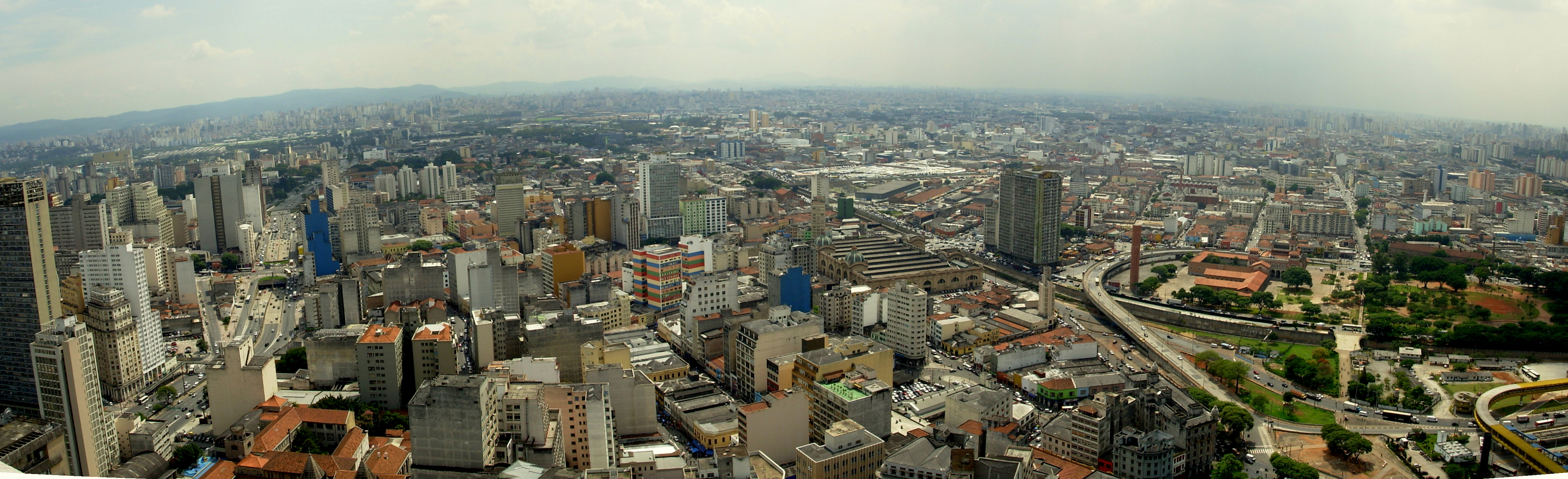
São Paulo, ville départ et arrivée du Rallye du Brésil.

- vérifications techniques : le 10 août 1982 à São Paulo
- départ : 11 août 1982 de São Paulo
- arrivée : 14 août 1982 à São Paulo
- distance : 2 415 km, dont 706 km sur 24 épreuves spéciales (29 épreuves initialement prévues, pour un total de 869 km chronométrés)
- surface : terre (98,5%) et pavé (1,5%)
- Parcours divisé en quatre étapes[5]

### Première étape
- São Paulo - Rio de Janeiro, le 11 août
- 764 km dont 273,9 sur 8 épreuves spéciales (9 épreuves initialement prévues)

### Deuxième étape
- Rio de Janeiro - Niterói, le 12 août
- 319 km dont 81,6 sur 3 épreuves spéciales

### Troisième étape
- Niterói - Niterói, le 13 août
- 475 km dont 93 sur 5 épreuves spéciales (8 épreuves initialement prévues)

### Quatrième étape
- Niterói - São Paulo, le 14 août
- 857 km dont 257,5 sur 8 épreuves spéciales (9 épreuves initialement prévues)

## Les forces en présence
Le plateau ne comporte que quatre voitures du groupe 4 et dix-voitures du groupe 2. On compte de plus trente-trois voitures alimentée à l'alcool, qui feront l'objet d'un classement séparé.
- Audi

Le constructeur allemand engage deux Quattro groupe 4 pour Hannu Mikkola et Michèle Mouton, qui ont pu bénéficier d'une troisième voiture identique pour effectuer les reconnaissances. Ces coupés à transmission intégrale sont équipés d'un moteur cinq cylindres à injection directe, suralimenté par turbocompresseur, développant plus de 330 chevaux. Ils pèsent 1180 kg. Ils utilisent des pneus Kléber.
- Opel

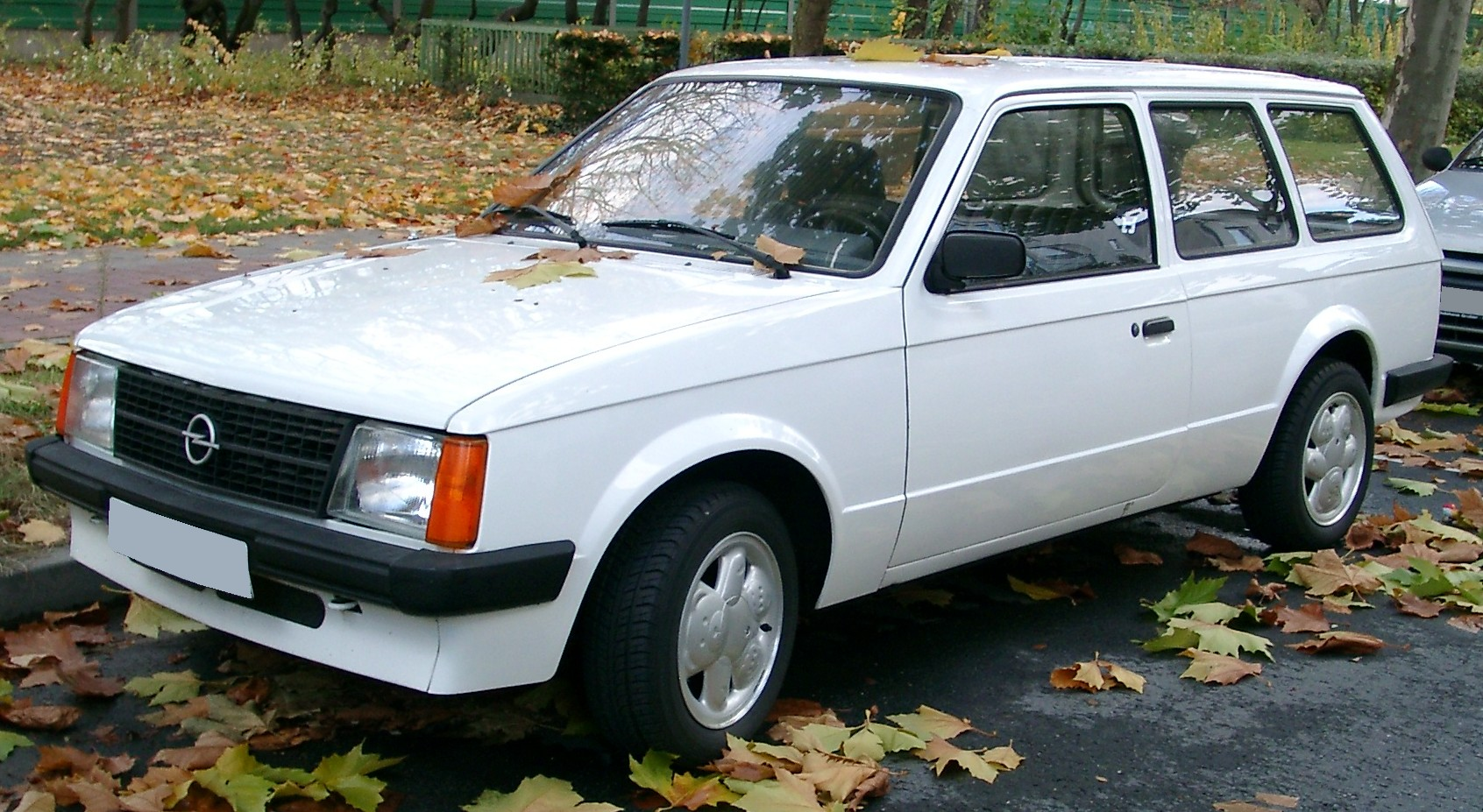
Faute de mulet, Walter Röhrl et son copilote ont dû effectuer les reconnaissances du Rallye du Brésil à bord d'une Opel Kadett Caravan.

Comme en Nouvelle-Zélande, l'équipe Opel-Rothmans n'engage qu'une seule Ascona 400 groupe 4, confiée à Walter Röhrl. En configuration 'terre', cette voiture pèse environ une tonne ; son moteur quatre cylindres de 2420 cm3, élaboré par Cosworth, est alimenté par deux carburateurs double-corps et développe 255 chevaux. Elle utilise des pneus Michelin. Ne disposant pas de mulet au Brésil, Röhrl a dû effectuer les reconnaissances au volant d'une Opel Kadett Caravan 1200 !
- Nissan

Une seule Violet GTS groupe 4 a été engagée par la marque japonaise. Elle est confiée à Shekhar Mehta. Équipé d'un moteur deux litres seize soupapes, ce coupé dispose de 225 chevaux. Il utilise des pneus Dunlop.
- Ford

Parmi les Ford Escort MkI et MkII groupe 2 engagées, on note la présence de l'Uruguayen Domingo de Vitta sur une RS2000 groupe 2, disposant d'un moteur de série (deux litres de cylindrée, un peu plus de 110 chevaux).
- Volkswagen

Bien implanté au Brésil où il dispose d'une importante usine, le constructeur allemand alimente la majorité du plateau des voitures à alcool, aux mains de pilotes locaux. On note aussi la présence de champion du Brésil Jorge Fleck et de son compatriote Aparecido Rodrigues sur des Passat 1600 groupe 2 (à essence).

## Déroulement de la course

### Première étape

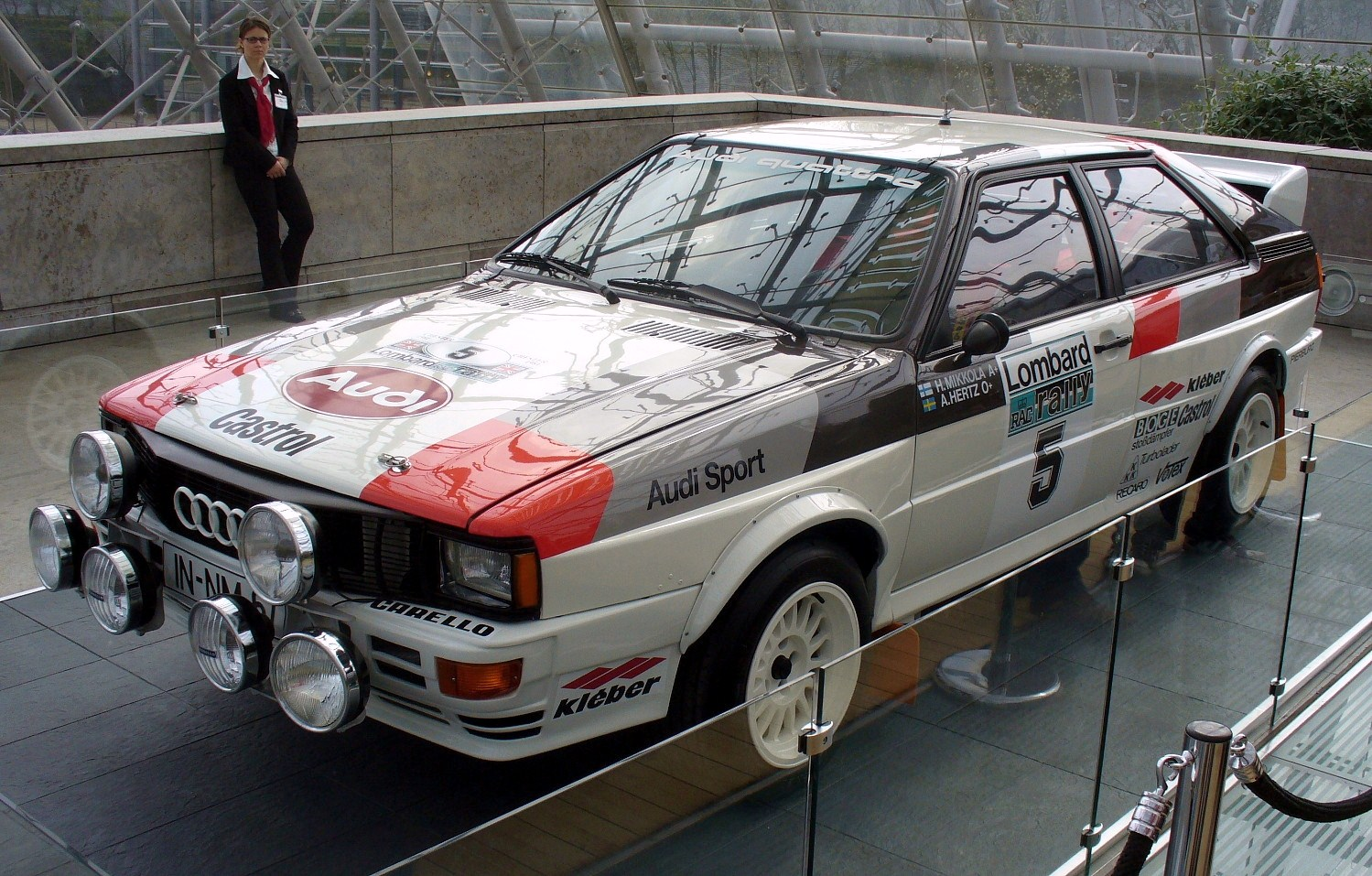
Nouvel abandon d'Hannu Mikkola, hors délai après une légère sortie de route n'ayant aucunement endommagé son Audi Quattro.

Il pleut à São Paulo le mardi, jour des vérifications techniques pour les cinquante-cinq voitures engagées. Pour le départ effectif, le mercredi, il pleut encore et les pistes ont été transformées en bourbiers. Dans ces conditions, les Audi Quattro sont théoriquement favorites. Si Hannu Mikkola est effectivement le plus rapide dans le premier tronçon chronométré, devançant l'Opel de Walter Röhrl de huit secondes, il est moins à l'aise dans le second, les pneus Kléber à gomme dure des Audi n'étant pas les mieux adaptés dans la boue profonde et particulièrement glissante. Röhrl fait jeu égal avec les Audi et après trois épreuves spéciales, il n'est qu'à douze seconde de Mikkola et devance Michèle Mouton (sur la deuxième Quattro) de huit secondes. Sur la seule Nissan engagée, Shekhar Mehta a choisi d'effectuer une course d'attente ; il est quatrième mais compte déjà près de deux minutes de retard sur la l'équipage de tête. Longue de soixante-dix kilomètres, l'épreuve suivante est particulièrement difficile. Ouvrant la route, Mikkola se fait piéger dans un passage délicat et glisse dans le fossé. La voiture est intacte, mais totalement engluée et, en l'absence de spectateurs, l'équipage est contraint de faire appel aux ouvriers d'une centrale électrique, trois kilomètres plus loin, pour parvenir à l'extraire de son trou ! Plus de deux heures et demie ont été perdues, la mise hors course est inévitable. Sans assistance, Mikkola poursuivra néanmoins sa route jusqu'à Rio de Janeiro, disputant toutes les épreuves de cette première étape, pour se faire finalement exclure à l'arrivée.
La sortie de route de Mikkola a permis a Röhrl de prendre la tête du rallye, avec une quarantaine de secondes d'avance sur Michèle Mouton qui a perdu du temps sur son rival dans ce secteur de Salesópolis. La Française réagit dans les
deux épreuves suivantes, à l'issue desquelles elle prend la première place. Elle a toutefois effleuré un mur à la sortie d'une épingle et, par sécurité, son assistance va effectuer une inspection complète de l'Audi qui lui coûte une minute de pénalisation routière et la fait rétrograder à la seconde place, à quarante-trois secondes de Röhrl. Elle va perdre une minute et demie supplémentaire dans l'avant-dernière épreuve du jour à cause d'un arbre de roue cassé, permettant à Röhrl de rallier Rio avec près de deux minutes d'avance sur son adversaire. Troisième, Mehta est à plus d'une demi-heure. Il précède la Ford Escort de Domingo de Vitta, en tête du groupe 2. à cause des mauvaises conditions routières, beaucoup de concurrents, outre Mikkola, sont arrivés hors-délai, et il ne reste plus que huit voitures en course, dont deux de la catégorie 'Alcool', hors classement.
| Pos. | Pilote              | Copilote              | Voiture                | Groupe | Temps           | Écart             |
| ---- | ------------------- | --------------------- | ---------------------- | ------ | --------------- | ----------------- |
| 1    | Walter Röhrl        | Christian Geistdörfer | Opel Ascona 400        | 4      | 3 h 08 min 42 s |                   |
| 2    | Michèle Mouton      | Fabrizia Pons         | Audi Quattro           | 4      | 3 h 10 min 36 s | + 1 min 54 s      |
| 3    | Shekhar Mehta       | Yvonne Mehta          | Nissan Violet GTS      | 4      | 3 h 41 min 33 s | + 32 min 51 s     |
| 4    | Domingo de Vitta    | Daniel Muzio          | Ford Escort RS2000     | 2      | 3 h 54 min 28 s | + 45 min 46 s     |
| 5    | Aparecido Rodrigues | José Mattos           | Volkswagen Passat 1600 | 2      | 4 h 30 min 56 s | + 1 h 22 min 14 s |
| 6    | Ricardo Albertengo  | Oscar Alberto         | Peugeot 504            | 2      | 4 h 38 min 35 s | + 1 h 29 min 53 s |

### Deuxième étape
L'étape du jeudi après-midi, très courte, emmène les concurrents vers Niterói. Elle ne comporte que trois épreuves chronométrées, dont un secteur pavé, toutes remportées par Michèle Mouton qui, en fin de journée, ne compte plus qu'une bonne minute de retard sur Röhrl. Toujours troisième devant de Vitta, Mehta est à près de quarante minutes. On enregistre deux nouveaux abandons au cours de la journée, ramenant à six le nombre d'équipages encore en course, dont un seul dans la catégorie 'Alcool'.
| Pos. | Pilote              | Copilote              | Voiture                | Groupe | Temps           | Écart             |
| ---- | ------------------- | --------------------- | ---------------------- | ------ | --------------- | ----------------- |
| 1    | Walter Röhrl        | Christian Geistdörfer | Opel Ascona 400        | 4      | 4 h 07 min 34 s |                   |
| 2    | Michèle Mouton      | Fabrizia Pons         | Audi Quattro           | 4      | 4 h 08 min 46 s | + 1 min 12 s      |
| 3    | Shekhar Mehta       | Yvonne Mehta          | Nissan Violet GTS      | 4      | 4 h 46 min 14 s | + 38 min 40 s     |
| 4    | Domingo de Vitta    | Daniel Muzio          | Ford Escort RS2000     | 2      | 5 h 05 min 55 s | + 58 min 21 s     |
| 5    | Aparecido Rodrigues | José Mattos           | Volkswagen Passat 1600 | 2      | 5 h 38 min 53 s | + 1 h 31 min 19 s |

### Troisième étape

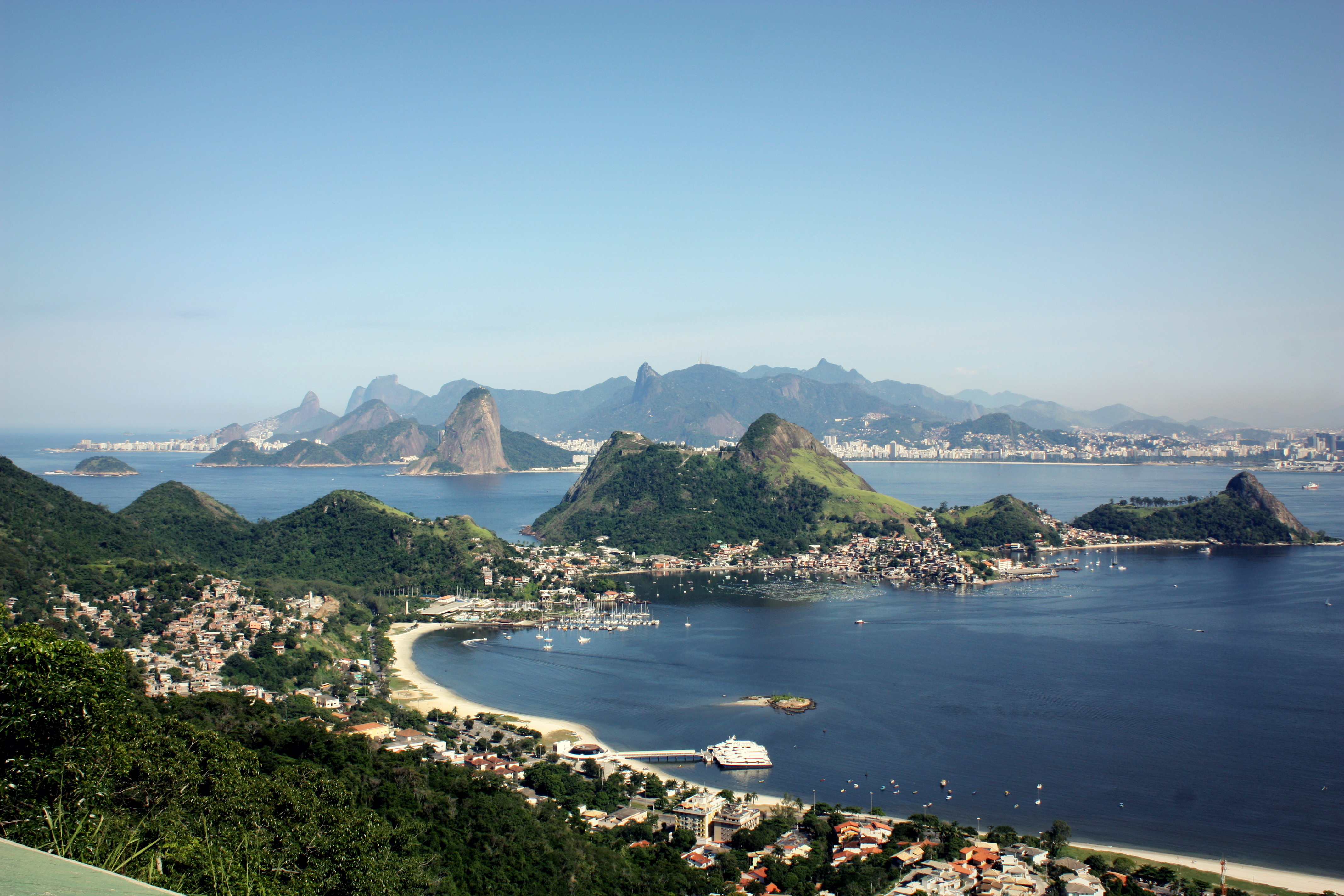
Niterói, point central de la troisième étape.

L'étape du vendredi, autour de Niterói, se déroule également dans la boue. L'état des routes incite les organisateurs à annuler trois épreuves chronométrées, ramenant à cinq le nombre de secteurs sélectifs. Röhrl et Mouton font pratiquement jeu égal dans les deux premiers, avant que la Française ne rattrape une bonne partie de son retard dans les trois autres, après avoir opté pour des pneus mieux adaptés au terrain. En fin de journée, l'écart entre les deux voitures de tête est réduit à trente-quatre secondes. Mehta, troisième, est à plus de trois quarts d'heures des premiers. Il reste toujours six équipages en course, aucun abandon n'étant survenu.
| Pos. | Pilote              | Copilote              | Voiture                | Groupe | Temps           | Écart             |
| ---- | ------------------- | --------------------- | ---------------------- | ------ | --------------- | ----------------- |
| 1    | Walter Röhrl        | Christian Geistdörfer | Opel Ascona 400        | 4      | 4 h 54 min 59 s |                   |
| 2    | Michèle Mouton      | Fabrizia Pons         | Audi Quattro           | 4      | 4 h 55 min 33 s | + 34 s            |
| 3    | Shekhar Mehta       | Yvonne Mehta          | Nissan Violet GTS      | 4      | 5 h 42 min 07 s | + 47 min 08 s     |
| 4    | Domingo de Vitta    | Daniel Muzio          | Ford Escort RS2000     | 2      | 6 h 03 min 45 s | + 1 h 08 min 46 s |
| 5    | Aparecido Rodrigues | José Mattos           | Volkswagen Passat 1600 | 2      | 6 h 34 min 33 s | + 1 h 39 min 34 s |

### Quatrième étape
La dernière étape ramène les concurrents à São Paulo. Bien décidée à reprendre la première place, Michèle Mouton attaque sans relâche. Röhrl résiste bien, mais après deux épreuves spéciales, l'écart n'est plus que de huit secondes. Dans le secteur d'Itapeva, la Française reprend plus d'une seconde au kilomètre et s'empare du commandement de la course. Elle va continuer sur un rythme très rapide, remportant toutes les épreuves du jour. Le pilote allemand ne baisse cependant pas les bras, mais dans l'avant-dernier secteur chronométré un fil de bougie de l'Opel se détache ; le temps de le refixer, et l'Opel repart juste devant l'Audi. Sous la pression, il commet alors une petite faute, arrachant une roue avant à la suite d'une touchette. Il parvient à terminer l'épreuve sur trois roues, concédant deux minutes à sa rivale. La course est dès lors jouée, d'autant que la longue réparation va coûter au pilote allemand une demi-heure de pénalité. Malgré sa course très sage, Mehta a cassé le vilebrequin de sa Nissan dans ce même secteur. Son abandon offre la troisième place à de Vitta, tandis que Michèle Mouton inscrit une nouvelle victoire à son palmarès mondial, la troisième de la saison. Grâce à sa deuxième place, Röhrl conserve une confortable avance (vingt-sept points) au classement provisoire du championnat. Sur cinquante-cinq voitures au départ, seulement cinq voitures ont terminé, la cinquième, seule rescapée de la catégorie 'Alcool', n'étant pas officiellement classée.

### Classements intermédiaires
Classements intermédiaires des pilotes après chaque épreuve spéciale

### Classement général
| Pos | No | Pilote              | Copilote              | Voiture                | Temps            | Écart             | Groupe |
| --- | -- | ------------------- | --------------------- | ---------------------- | ---------------- | ----------------- | ------ |
| 1   | 3  | Michèle Mouton      | Fabrizia Pons         | Audi Quattro           | 8 h 16 min 24 s  |                   | 4      |
| 2   | 2  | Walter Röhrl        | Christian Geistdörfer | Opel Ascona 400        | 8 h 51 min 49 s  | + 35 min 25 s     | 4      |
| 3   | 5  | Domingo de Vitta    | Daniel Muzio          | Ford Escort RS2000     | 10 h 15 min 30 s | + 1 h 59 min 06 s | 2      |
| 4   | 9  | Aparecido Rodrigues | José Mattos           | Volkswagen Passat 1600 | 11 h 41 min 08 s | + 3 h 24 min 44 s | 2      |
| -   | 33 | Ricardo Costa       | Valter Vieira         | Volkswagen Passat 1600 | 12 h 07 min 32 s | + 3 h 51 min 08 s | Alcool |

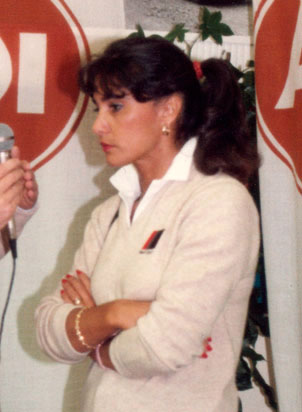
Troisième victoire de la saison pour Michèle Mouton.

- Cinquième à l'arrivée, la Volkswagen Passat n°33 n'est cependant pas classée officiellement car engagée dans la catégorie des voitures alimentées à l'alcool. C'est la seule voiture de cette catégorie à l'arrivée.

### Équipages de tête
- ES1 à ES3 :  Hannu Mikkola -  Arne Hertz (Audi Quattro)
- ES4 à ES5 :  Walter Röhrl -  Christian Geistdörfer (Opel Ascona 400)
- ES6 :  Michèle Mouton -  Fabrizia Pons (Audi Quattro)
- ES7 à ES23 :  Walter Röhrl -  Christian Geistdörfer (Opel Ascona 400)
- ES24 à ES29 :  Michèle Mouton -  Fabrizia Pons (Audi Quattro)

### Vainqueurs d'épreuves spéciales
- Michèle Mouton -  Fabrizia Pons (Audi Quattro) : 18 spéciales (ES 5, 6, 9 à 12, 16 à 19, 21, 23 à 29)
- Walter Röhrl -  Christian Geistdörfer (Opel Ascona 400) : 5 spéciales (ES 2, 4, 8, 13, 25)
- Hannu Mikkola -  Arne Hertz (Audi Quattro) : 2 spéciales (ES 1, 3)

## Résultats des principaux engagés
| No | Pilote              | Copilote              | Voiture                | Groupe | Classement général                           | Class. groupe |
| -- | ------------------- | --------------------- | ---------------------- | ------ | -------------------------------------------- | ------------- |
| 1  | Hannu Mikkola       | Arne Hertz            | Audi Quattro           | 4      | ab. après la 9e spéciale (hors délai)        | -             |
| 2  | Walter Röhrl        | Christian Geistdörfer | Opel Ascona 400        | 4      | 2e à 35 min 25 s                             | 2e            |
| 3  | Michèle Mouton      | Fabrizia Pons         | Audi Quattro           | 4      | 1er                                          | 1er           |
| 4  | Shekhar Mehta       | Yvonne Mehta          | Nissan Violet GTS      | 4      | ab. dans la 28e spéciale (moteur)            | -             |
| 5  | Domingo de Vitta    | Daniel Muzio          | Ford Escort RS2000     | 2      | 3e à 1 h 59 min 06 s                         | 1er           |
| 6  | Federico West       | Gregorio Assadourian  | Ford Escort 1600       | 2      | ab. après la 9e spéciale (hors délai)        | -             |
| 7  | Luís Etchegoyen     | Luís Borrallo         | Ford Escort 1600       | 2      | ab. après la 9e spéciale (hors délai)        | -             |
| 8  | Jorge Fleck         | Silvio Klein          | Volkswagen Passat 1600 | 2      | ab. dans la 4e spéciale (sortie de route)    | -             |
| 9  | Aparecido Rodrigues | José Mattos           | Volkswagen Passat 1600 | 2      | 4e à 3 h 24 min 44 s                         | 2e            |
| 12 | Ricardo Albertengo  | Oscar Alberto         | Peugeot 504            | 2      | ab. dans la 10e spéciale (boîte de vitesses) | -             |
| 15 | Carlos Garro        | Marcelo Tornqvist     | Peugeot 504            | 2      | ab. dans la 6e spéciale (joint de culasse)   | -             |
| 33 | Ricardo Costa       | Valter Vieira         | Volkswagen Passat 1600 | Alcool | NC à 3 h 51 min 08 s                         | 1er alcool    |

## Classements des championnats à l'issue de la course

### Constructeurs
- Attribution des points : 10, 9, 8, 7, 6, 5, 4, 3, 2, 1 respectivement aux dix premières marques de chaque épreuve, additionnés de 8, 7, 6, 5, 4, 3, 2, 1 respectivement aux huit premières de chaque groupe (seule la voiture la mieux classée de chaque constructeur marque des points). Les points de groupe ne sont attribués qu'aux concurrents ayant terminé dans les dix premiers au classement général. Au Brésil, les points du groupe 4 n'ont pas été attribués en raison du faible nombre de participants (inférieur à cinq) dans cette catégorie[8].
- Seuls les sept meilleurs résultats (sur dix épreuves) sont retenus pour le décompte final des points.
- Sur onze épreuves qualificatives initialement prévues pour le championnat du monde 1982, dix seulement seront effectivement courues, le Rallye d'Argentine (programmé en juillet) ayant été annulé début juin à cause de la guerre des Malouines[2].

| Pos. | Marque          | Points | M-C  | POR  | SAF  | COR  | ACR  | NZ   | BRE  | FIN | SAN | RAC |
| ---- | --------------- | ------ | ---- | ---- | ---- | ---- | ---- | ---- | ---- | --- | --- | --- |
| 1    | Opel            | 97     | 10+8 | 4+8  | 9+7  | 7+5  | 9+7  | 8+6  | 9+0  |     |     |     |
| 2    | Audi            | 68     | 9+7  | 10+8 | -    | 4+2  | 10+8 | -    | 10+0 |     |     |     |
| 3    | Ford            | 45     | -    | 7+5  | -    | -    | 1+7  | 5+4  | 8+8  |     |     |     |
| 4    | Nissan          | 42     | -    | -    | 10+8 | -    | 7+5  | 7+5  | -    |     |     |     |
| 5    | Toyota          | 34     | -    | 9+7  | -    | -    | -    | 10+8 | -    |     |     |     |
| 6    | Renault         | 32     | 6+4  | -    | -    | 10+8 | 3+1  | -    | -    |     |     |     |
| 7    | Porsche         | 28     | 8+6  | -    | -    | 8+6  | -    | -    | -    |     |     |     |
| 8    | Ferrari         | 16     | -    | -    | -    | 9+7  | -    | -    | -    |     |     |     |
| 9    | Volkswagen      | 14     | -    | -    | -    | -    | -    | -    | 7+7  |     |     |     |
| 9=   | Citroën         | 14     | -    | 6+8  | -    | -    | -    | -    | -    |     |     |     |
| 9=   | Mazda           | 14     | -    | -    | -    | -    | -    | 6+8  | -    |     |     |     |
| 12   | British Leyland | 12     | -    | -    | 5+7  | -    | -    | -    | -    |     |     |     |
| 13   | Subaru          | 10     | -    | -    | 4+6  | -    | -    | -    | -    |     |     |     |
| 13=  | Lancia          | 10     | -    | -    | -    | 2+8  | -    | -    | -    |     |     |     |
| 15   | Mitsubishi      | 8      | -    | -    | 3+5  | -    | -    | -    | -    |     |     |     |
| 16   | Fiat            | 6      | -    | -    | -    | -    | 4+2  | -    | -    |     |     |     |

### Pilotes
- Attribution des points : 20, 15, 12, 10, 8, 6, 4, 3, 2, 1 respectivement aux dix premiers de chaque épreuve.
- Seuls les sept meilleurs résultats (sur douze épreuves) sont retenus pour le décompte final des points.
- Sur treize épreuves qualificatives initialement prévues pour le championnat du monde 1982, douze seulement seront effectivement courues à cause de l'annulation du Rallye d'Argentine.

| Pos. | Pilote              | Marque        | Points | M-C | SUE | POR | SAF | COR | ACR | NZ  | BRE | FIN | SAN | CIV | RAC |
| ---- | ------------------- | ------------- | ------ | --- | --- | --- | --- | --- | --- | --- | --- | --- | --- | --- | --- |
| 1    | Walter Röhrl        | Opel          | 99     | 20  | 12  | -   | 15  | 10  | 15  | 12  | 15  |     |     |     |     |
| 2    | Michèle Mouton      | Audi          | 72     | -   | 8   | 20  | -   | 4   | 20  | -   | 20  |     |     |     |     |
| 3    | Per Eklund          | Saab, Toyota¹ | 40     | -   | 10  | 15¹ | -   | -   | -   | 15¹ | -   |     |     |     |     |
| 4    | Shekhar Mehta       | Nissan        | 30     | -   | -   | -   | 20  | -   | 10  | -   | -   |     |     |     |     |
| 5    | Stig Blomqvist      | Audi          | 20     | -   | 20  | -   | -   | -   | -   | -   | -   |     |     |     |     |
| 5=   | Jean Ragnotti       | Renault       | 20     | -   | -   | -   | -   | 20  | -   | -   | -   |     |     |     |     |
| 5=   | Björn Waldegård     | Toyota        | 20     | -   | -   | -   | -   | -   | -   | 20  | -   |     |     |     |     |
| 8    | Guy Fréquelin       | Porsche       | 16     | 10  | -   | -   | -   | 6   | -   | -   | -   |     |     |     |     |
| 8=   | Bruno Saby          | Renault       | 16     | 8   | -   | -   | -   | 8   | -   | -   | -   |     |     |     |     |
| 10   | Hannu Mikkola       | Audi          | 15     | 15  | -   | -   | -   | -   | -   | -   | -   |     |     |     |     |
| 10=  | Ari Vatanen         | Ford          | 15     | -   | 15  | -   | -   | -   | -   | -   | -   |     |     |     |     |
| 10=  | Jean-Claude Andruet | Ferrari       | 15     | -   | -   | -   | -   | 15  | -   | -   | -   |     |     |     |     |
| 13   | Jean-Luc Thérier    | Porsche       | 12     | 12  | -   | -   | -   | -   | -   | -   | -   |     |     |     |     |
| 13=  | Franz Wittmann      | Audi          | 12     | -   | -   | 12  | -   | -   | -   | -   | -   |     |     |     |     |
| 13=  | Mike Kirkland       | Nissan        | 12     | -   | -   | -   | 12  | -   | -   | -   | -   |     |     |     |     |
| 13=  | Bernard Béguin      | Porsche       | 12     | -   | -   | -   | -   | 12  | -   | -   | -   |     |     |     |     |
| 13=  | Henri Toivonen      | Opel          | 12     | -   | -   | -   | -   | -   | 12  | -   | -   |     |     |     |     |
| 13=  | Domingo De Vitta    | Ford          | 12     | -   | -   | -   | -   | -   | -   | -   | 12  |     |     |     |     |